# Enrique II de Orleans

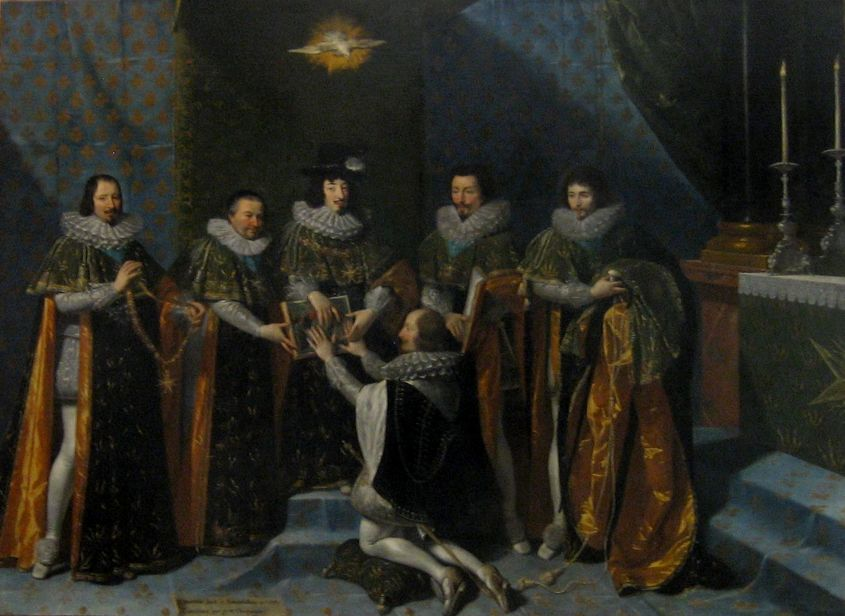
Ceremonia de ingreso de Enrique II de Orleans como caballero de la Orden del Espíritu Santo, en presencia de Luis XIII de Francia, el 15 de mayo de 1633. Cuadro de Philippe de Champaigne.

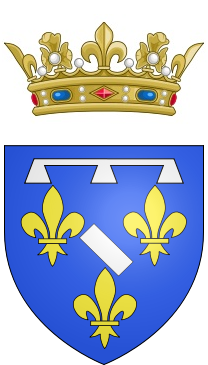
Escudo de armás del duque de Longueville.

Enrique II de Orleans, duque de Longueville o Enrique de Valois-Longueville (6 de abril de 1595-11 de mayo de 1663), legitimado como príncipe de Francia (de ascendencia real -casa de Valois-) y par de Francia.
Fue una de las figuras principales de la Fronda (guerra civil francesa) y ocupó el cargo de gobernador de Picardía y luego de Normandía. Además de duque de Longueville, también fue duque de Estouteville y Coulommiers, príncipe soberano de Neuchâtel y Valangin, príncipe de Châtellaillon y conde de Dunois.

## Vida
Fue hijo de Enrique I de Orleans y de Catalina Gonzaga.
Longueville encabezó la delegación francesa en las conversaciones que llevaron al Tratado de Westfalia que acabó con la Guerra de los Treinta Años (1648). Como príncipe soberano de Neuchâtel, y actuando como antagonista de los Habsburgo más que como un benefactor desinteresado, consiguió obtener la exención formal de sumisión al Sacro Romano Imperio para todos los cantones y asociados a la Confederación Helvética.
Su cuñado Luis II de Borbón, Príncipe de Condé (el gran Condé), encabezó el partido aristocrático en la Fronda. Tras la Paz de Rueil (11 de marzo de 1649), había terminado la primera fase de la guerra civil. En ese contexto se produjo el repentino arresto de Condé, su hermano el príncipe de Conti y su cuñado el duque de Longueville por Mazarino (14 de enero de 1650), precipitando la siguiente fase de la Fronda, conocida como Fronda nobiliaria.

## Matrimonios e hijos
Él se casó primero el 10 de abril de 1617 con Luisa de Borbón-Soissons (1603 – 1637), hija de Carlos de Borbón-Soissons, condé de Soissons y de Ana de Montaflie, con quien tuvo a:
- María de Orleáns (1625–1707), quién contrajo matrimonio con Enrique II de Saboya-Nemours, duque de Nemours.
- Luisa (1626-1628), murió en la infancia.
- X...de Orleans (1634-1634), murió al día de nacer.

El 2 de junio de 1642 contrajo matrimonio con Mademoiselle de Condé; su cuñado era Luís II de Borbón, Príncipe de Condé, que se convirtió en la duquesa de Longueville, con quien tuvo cuatro hijos:
- Carlota Luisa (1644-1645), Mademoiselle de Dunois. Murió en la infancia.
- Juan Luis de Orleans (/1646-1694), Duque de Longueville. Murió soltero y sin descendencia.
- María Gabriela (1646-1650), murió en la infancia.
- Carlos Paris de Orleans (1649-1672), Duque de Longueville, de Estouteville, gobernante de Neufchâtel y de Valangin, condé de Dunois y condé de Saint-Pol, nacido de la relación de su esposa con François de Marcillac, duque de La Rochefoucauld, pero reconocido por Enrique II.

Él tuvo una hija ilegítima con Jacqueline d'Illiers, abadesa, quién al reconocerla se le dio el nombre de Catalina-Angélica de Orleáns (1617-1664). Ella llegó a ser abadesa de Maubuisson.
Nombró a Dominique Bouhours como tutor de sus dos hijos.